# Emi Kawabata
Pour les articles homonymes, voir Kawabata.
Emi Kawabata (née le 13 février 1970 à Sapporo) est une ancienne skieuse alpine japonaise.

## Coupe du Monde
- Meilleur classement final: 58e en 1992.
- Meilleur résultat: 3e.